# Occupation japonaise de Bornéo
1941–1945
Entités précédentes :
- Royaume de Sarawak
- Brunei
- Bornéo du Nord
- Colonie de la Couronne de Labuan

Entités suivantes :
- Administration militaire britannique de Bornéo (en)

L’Occupation japonaise de Bornéo se déroule de 1941 à 1945 lors de la Seconde Guerre mondiale. L'Ile de Bornéo est envahie par les troupes impériales japonaises le 15 décembre 1941, une semaine après l'attaque de Pearl Harbor, et occupée jusqu'en 1945.
Lors du déclenchement de la Seconde Guerre mondiale dans le Pacifique, l'Île de Bornéo est divisée en cinq territoires : quatre dans le nord sous autorité britannique - Sarawak, Brunei, Labuan, et Bornéo du Nord (maintenant Sabah) ; et le reste de l'île au sud sous la juridiction des Indes orientales néerlandaises (maintenant l'Indonésie). Alors qu’elle est très mal défendue et en raison de ses ressources pétrolières, Bornéo est une cible de choix pour le Japon. Chroniquement à court de ressources naturelles, le Japon a besoin d'assurer un approvisionnement, en particulier en pétrole, dans le but d'atteindre son objectif à long terme de devenir la grande puissance du Pacifique.
En 1941, les Américains et les Britanniques mettent un embargo sur les exportations de matières premières vers le Japon en raison de son agression continue en Chine. Bornéo est stratégiquement important pour le Japon car il est situé sur les principales routes maritimes entre Java, Sumatra, la Malaisie et Célèbes. Le contrôle de ces routes est vital pour la sécurisation de son territoire.
Après leur invasion en décembre 1941, les Japonais occupent l’île militairement. Les conditions d’occupation sont relativement difficiles et des révoltes éclatent tandis qu’une guérilla se met en place, aidée notamment par les forces spéciales australiennes. Le débarquement des forces armées australiennes en juin 1945 met fin à l'occupation du Japon dont les troupes se rendent officiellement à Bornéo le 10 septembre 1945.

## Invasion

Avancée japonaise dans le Pacifique (1937-1942).

Le plan d'invasion japonais pour Bornéo prévoit l’intervention et l’occupation des territoires britanniques par l'armée impériale japonaise et des territoires néerlandais par la marine impériale japonaise. L'unité japonaise qui doit envahir le nord de Bornéo est la 35e brigade d'infanterie connue sous le nom de détachement Kawaguchi. La brigade est commandée par le major général Kiyotake Kawaguchi et se compose d'unités précédemment stationnées à Canton, en Chine méridionale ; 4 500 soldats appuyés par trois destroyers et un sous-marin.
Le convoi d'invasion japonais quitte la baie de Cam Ranh en Indochine française le 13 décembre 1941 avec une escorte composée du croiseur Yura, des destroyers de la 12e division de destroyer Murakumo, Shinonome, Shirakumo et Usugumo, du chasseur de sous-marin Ch 7 et du transport d'hydravions Kamikawa Maru. Dix navires de transport emportent la 35e brigade d'infanterie sous le commandement du major-général Kiyotake Kawaguchi. La force de soutien commandée par le contre-amiral Takeo Kurita se compose des croiseurs Kumano et Suzuya et des destroyers Fubuki et Sagiri,.

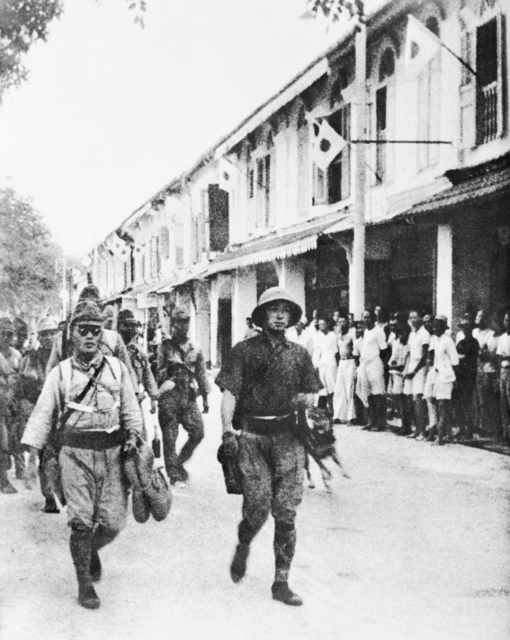
Les soldats japonais défilent dans les rues de la principale ville de Labuan, le 14 janvier 1942.

Les forces japonaises débarquent dans la nuit du 15 au 16 décembre à Miri et Seria qui sont rapidement capturées, les troupes britanniques opposant peu de résistance. Quelques heures plus tard, Lutong qui dispose d'une importante raffinerie de pétrole, est également capturée. Les troupes japonaises dénombrent 40 victimes entre le 16 et le 23 décembre, essentiellement dues à des noyades lors du débarquement. Le 22 décembre, deux bataillons de la force d'invasion japonaise rembarquent à Miri à destination de Kuching, en laissant un bataillon pour sécuriser la zone. L'aviation japonaise bombarde l'aérodrome de Singkawang pour empêcher une attaque néerlandaise. De son côté, le convoi est successivement attaqué le 23 et le 24 décembre par deux sous-marins néerlandais, le K-XIV  qui coule deux navires et endommage deux autres, puis le K-XVI qui torpille le Sagiri. Le convoi entre dans l'embouchure du fleuve Santubong et arrive au large du cap Sipang le 24 décembre à 03h00. Les troupes commandées par le colonel Akinosuke Oka débarquent à 04h00 à bord de vingt transports. Le 2e bataillon du 15e régiment Punjab, stationné à Kuching, est la seule unité d'infanterie alliée présente. Bien que ces derniers tentent de résister à l'attaque japonaise, submergés, ils doivent se retirer jusqu'à la rivière Santubong, puis dans la jungle vers Singkawang. Kuching est aux mains des Japonais en fin d'après-midi,.
Après la sécurisation de Singkawang par les Japonais, le 29 décembre, le reste des troupes britanniques et néerlandaises se retirent vers le sud plus profondément dans la jungle, pour essayer d'atteindre Sampit et Pangkalanbun, où est situé un terrain d'aviation néerlandais. Le 31 décembre 1941, une force commandée par le major-général Kawaguchi manœuvre vers le nord pour occuper Brunei et Jesselton. Jesselton est défendue par le North Borneo Armed Constabulary avec seulement 650 hommes. Ce dernier ne peut guère opposer de résistance à l'invasion japonaise et Jesselton est prise le 8 janvier, ainsi que Beaufort. Le 1er janvier 1942, l'armée japonaise envahit également l'île de Labuan. Le 18 janvier 1942, les Japonais sous les ordres du lieutenant-colonel Watanabe débarquent à Sandakan, le siège du gouvernement britannique du Bornéo du Nord. Le matin du 19 janvier, le gouverneur Charles Robert Smith (en) refuse de poursuivre l'administration sous contrôle japonais et préfère se rendre. Il est interné avec d'autres membres de l'administration. L'occupation de la partie britannique de Bornéo est achevée,.
Le reste de l'île de Bornéo est rapidement conquis par la marine japonaise. L'île de Tarakan est envahie le 11 janvier 1942 et elle conquise en deux jours. Balikpapan sur la côte sud-est de l'île de Bornéo est stratégiquement importante en raison de ses champs de pétrole et de ses installations portuaires avec notamment ses grandes raffineries de pétrole. Le convoi chargé de son invasion est repéré et attaqué le 24 janvier, vers 20h00. Quatre destroyers, l'USS Paul Jones, l'USS Parrott, l'USS Pope et l'USS John D. Ford de la 59e division de destroyers de l'US Navy sous le commandement du commandant Paul H. Talbot (en) torpillent les transports et coulent six d'entre eux. Les Japonais réussissent tout de même à débarquer et le 25 janvier, la ville est prise. Immédiatement après la capture de Balikpapan, les principaux éléments du détachement japonais commencent à se préparer à l'invasion de Banjarmasin. En effet, ce territoire doit permettre aux Japonais de contrôler la mer de Java ainsi que l'île de Java grâce à leurs aérodromes. 400 soldats des forces terrestres sous le commandement du colonel Kyohei Yamamoto quittent Balikpapan le 30 janvier 1942. Le premier objectif est Tanahgrogot, au sud de Balikpapan, qui est prise le 1er février. De là, les troupes japonaises avancent vers l'ouest à travers la jungle. La ville de Moera Oeja est prise, puis en mars, les villes de Bongkang, Tandjoeng, Amoentai, Barabai, Kandangan et Rantan passent aux mains des Japonais sans réelle résistance militaire organisée. Le capitaine Yoshibumi Okamoto, commandant des forces navales, quitte lui Balikpapan le 27 janvier et débarque avec ses troupes à environ 80 km au sud-est de Bandjarmasin le 8 février et manœuvre par voie terrestre sans opposition. L'aérodrome Martapoera est pris dans la matinée le 10 février et Banjarmasin est conquise sans opposition dans la journée. Après dix semaines de périple à travers les montagnes et la jungle de Bornéo, les troupes alliées se rendent finalement le 1er avril 1942.

## Occupation japonaise

### Forces d'occupation et commandement

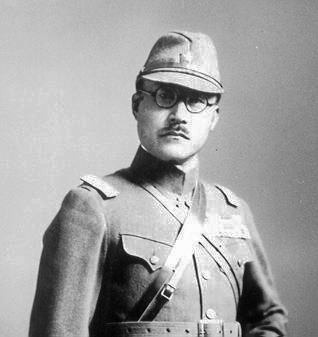
Le lieutenant-général Toshinari Maeda, responsable de Bornéo entre avril et septembre 1942.

Une fois la région conquise, le contrôle de Sarawak, de Brunei et du Bornéo du Nord (l’ensemble des territoires britanniques est alors appelé Kita Boruneo par les Japonais) incombe au détachement Kawaguchi sous le commandement du major-général Kiyotake Kawaguchi. La partie néerlandaise de Bornéo (alors appelée Minami Bornéo) est occupée par des unités de la marine impériale japonaise. À la mi-mars 1942, le détachement de la marine est redéployé à Cebu. Le 4e régiment mixte indépendant (également connu sous le nom de détachement Nakahata) sous le commandement du colonel Nakahata Joichi reprend la tâche des opérations de nettoyage, de maintien de l'ordre, et l'établissement d'un gouvernement militaire. Le 6 avril 1942, la défense de l'île est réorganisée passe sous le contrôle d'une nouvelle unité, l'armée de défense de Bornéo sous les ordres du lieutenant-général Toshinari Maeda qui devient responsable de la région. Le QG de l'armée, initialement à Miri est déplacé par Maeda à Kuching. En juillet, le régiment de Nakahata est réorganisé en deux bataillons de 500 hommes, les 40e et 41e bataillons de garnison indépendants d'infanterie. Le 5 septembre 1942, à 11h, Maeda est tué avec le major Hataichi Usui et le capitaine Katsutaro Ano dans un accident d'avion en vol vers Labuan. En sa mémoire, les Japonais rebaptisent alors l'île en île de Maeda,.
Maeda est remplacé par le lieutenant-général Yamawaki Masataka du 5 septembre 1942 au 26 décembre 1944. En 1943, la force combinée des bataillons est réduite à 500 hommes. Le gouvernement militaire est à nouveau transféré en avril 1944 à Jesselton. Yamawaki était auparavant directeur du Bureau des ressources de la mobilisation ; sa nomination en 1942 est interprétée par les Alliés comme la volonté d'établir à Bornéo un important centre de stockage et d'approvisionnement. En 1944, Yamawaki créé une armée d'indigènes d'environ 1 300 Dayaks. Ils sont stationnés à Kuching et Miri au Sarawak, et à Jesselton, Sandakan et Sebauh (en) dans le Bornéo du Nord. Ils sont chargés de maintenir la paix et l'ordre, ainsi que de la collecte de renseignements et du recrutement. Avec l'avance des Alliés dans le Pacifique, les Japonais réalisent que Bornéo est susceptible d'être envahi. L'armée de défense de Bornéo est renforcée avec des unités supplémentaires et rebaptisé la 37e armée. Le commandement passe alors au lieutenant-général Masao Baba du 26 décembre 1944 au 11 septembre 1945, date de la reddition officielle du Japon signée à bord du HMAS Kapunda.

### Administration et occupation deBoruneo Kita
Sous l'occupation japonaise, Sarawak et Brunei sont divisés en trois zones administratives (shu) : Kuching-shu, Miri-shu (qui comprend Brunei) et Sibu-shu. Le Bornéo du Nord et Labuan sont divisés en deux zones : Sekai-shu (qui comprend Labuan) et Tokai-shu. Les cinq shus ont un gouverneur de province japonais, mais l'administration demeure dans les mains de la population locale sous contrôle des Japonais.
Le maintien de l'ordre est assuré par la Kenpeitai. Cette dernière qui répond directement devant le commandant militaire et le ministère de la Guerre japonais, dispose d'un pouvoir presque sans limite. La brutalité et la torture sont régulièrement utilisées comme mode de fonctionnement normal. Le siège de la Kenpeitai est basé dans un bungalow de deux étages à Jalan Jawa, Kuching. À partir d'avril 1944, son QG est situé au Sports Club Building à Jesselton. Parmi la population locale, l'expression « Ukim jipun » (justice japonaise) est devenu synonyme de punition hors de toute proportion avec l'infraction considérée. À partir de novembre 1942, les Japonais relancent également le système judiciaire civil d'avant-guerre, avec les magistrats locaux appliquant le code pénal de Sarawak.

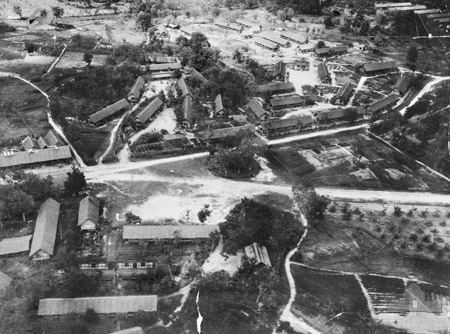
Le camp de Batu Lintang en août 1945.

Les Japonais installent des camps de prisonniers de guerre à Kuching, Labuan, Ranau et Sandakan, Dahan, pour les plus importants. Les prisonniers de guerre ont notamment participé à la construction d’aérodromes ou à la rénovation d’autres comme celui de Kuching. Après la chute de Singapour le 15 février 1942, 1 500 Australiens sont transférés à Bornéo et notamment au camp de Sandakan. Parmi ces derniers, le capitaine Lionel Matthews (en) a organisé la transmission d’informations aux Alliés et l’évasion de prisonniers. Arrêté, il est torturé et condamné à mort. Il est exécuté le 2 mars 1944 à Kuching. Le camp de Batu Lintang (en) occupé par des prisonniers militaires et civils est libéré le 11 septembre 1945 par la 9e division de l'armée australienne sous le commandement du brigadier-général TC Eastick. Le camp de Sandakan (en) est fermé par les Japonais avant l'invasion alliée ; la plupart de ses occupants sont morts à la suite de marches de la mort de Sandakan à Ranau. Six hommes ont survécu en échappant à cette marche. Sur l'ensemble de ces camps, les Japonais ont détenu environ 4 660 prisonniers. À la fin de la guerre, seulement 1 387 prisonniers ont survécu.
Deux journaux japonais, l'Asahi Shinbun, originaire de Tokyo et le Mainichi Shinbun, originaire d'Osaka sont publiés en malais à Bornéo et à Célèbes et rapportent les nouvelles officielles du gouvernement japonais.
Les effets de l'occupation et de la guerre sur les résidents peuvent varier en fonction des populations concernées. Les Japonais autorisent les Malaisiens à maintenir leurs positions dans la fonction publique et la police, tout en surveillant leurs activités. Cependant, certains Malais ont également été maltraités à l'image des Chinois, leurs ennemis de longue date ou des autochtones, tels que les Suluks et les Bajaus, en raison de révoltes menées contre les Japonais,,. Certaines tribus de l'intérieur de l'île sont également hostiles aux Japonais.

## Résistances et opérations Alliées

### Révoltes et guérilla

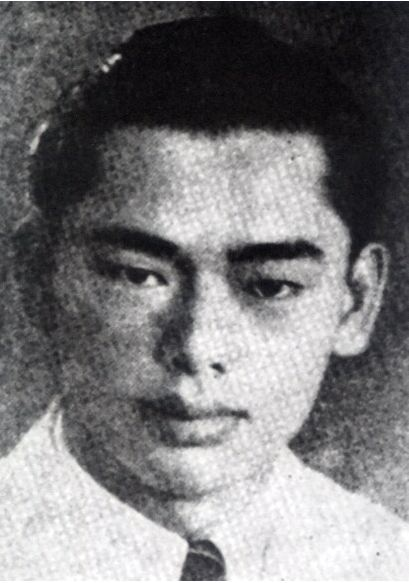
Albert Kwok, un des leaders de la résistance aux Japonais.

Des groupes de guérilla se forment pour résister à l'occupation japonaise. Les guérilleros Kinabalu sont dirigés à l'ouest par Albert Kwok, un partisan du Kuomintang, le parti au pouvoir en Chine, et un autre groupe est dirigé par Mustapha Harun dans le nord. Les guérilleros Kinabalu sont composés de 300 Chinois, de peuples insulaires comme les Suluks et les Bajaus,. Des Dusuns et des Sikhs rejoignent également le soulèvement contre les Japonais le 9 octobre 1943 à la veille de la Journée nationale de la République de Chine. Le soulèvement est connu sous le nom de révolte de Jesselton. Un religieux musulman, l'imam Marajukim, impliqué dans la résistance philippine à l'occupation japonaise, contribue à l'approvisionnement de Kwok et de la guérilla Kinabalu depuis la Mer du Sulu aux Philippines. Il aide également les Chinois à obtenir le soutien des autochtones dans le soulèvement.
Les Chinois et Suluks initient l'insurrection par une attaque combinée en mer et par la terre contre les Japonais à Jesselton. Mantanani et d'autres îles ont contribué en fournissant des navires à la flottille Suluk, dirigée par les chefs Tuah Panglima Ali et Orang Tuah Panglima Ali. Panglima Ali est le chef principal de la partie navale du soulèvement. À terre, Albert Kwok mène une centaine de guérilleros chinois. Kwok prend d'abord le contrôle des postes de police à Menggatal et Tuaran, avant d'attaquer les Japonais par la terre à Jesselton, pendant que 200 guérilleros Suluks et Bajaus attaquent la ville depuis la mer et incendient des entrepôts. Les Dusuns et des Sikhs rejoignent la guérilla dans l'attaque contre les Japonais. Les Japonais comptent plusieurs dizaines de morts, mais les guérilleros, mal équipés et organisés, sont repoussés,.
Après la révolte, les Japonais punissent la population civile pour avoir soutenu le parti des rebelles, en particulier les Suluks qui ont été massacrés en grand nombre et quasiment exterminés,,. Entre 3 000 et 4 000 Suluks sont massacrés en tout,. Le mouvement de guérilla Kinabalu a pris fin lorsque les Japonais ont assassiné Kwok, Panglima Ali et d'autres guérilleros le 21 janvier 1944. Le Petagas War Memorial est érigé par la suite sur le site du massacre.

### Opérations alliées et reconquête

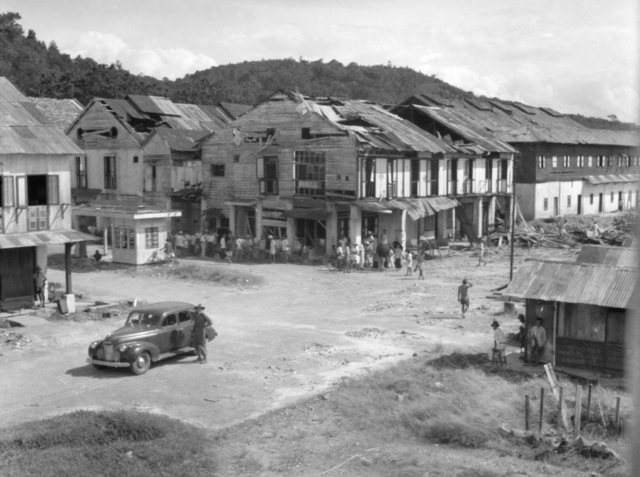
Jesselton après les bombardements alliés, 6 octobre 1945.

Entre 1943 et 1945, l'unité spéciale Z (en) effectue des opérations de surveillance, de harcèlement, de frappes et de sabotage derrière les lignes japonaises à Bornéo. Elle participe également à la formation des indigènes à des activités de résistance. La première de ces opérations est l'Operation Python (1943–44) (en). Peu de détails sur ces opérations ont été officiellement publiés, bien que les détails ont émergé via certains membres du personnel de l'unité spéciale Z. On peut noter le parachutage le 25 mars 1945 de Tom Harrisson avec sept agents depuis un Consolidated B-24 Liberator sur un haut plateau occupé par les kelabit,,,. Dans ses mémoires, Jack Wong Sue (en) affirme que les commandos des unités spéciales Z à Bornéo ont tué 1 700 Japonais pour la perte de 112 commandos et qu'ils ont formé plus de 6 000 guérilleros, jetant les bases pour l'invasion alliée de Bornéo en 1945.
De 1942 à 1945, le commandement de la South West Pacific Area mène des opérations de bombardement sur les positions japonaises à Bornéo, y compris des attaques dévastatrices sur Brunei, Sandakan, Jesselton et Labuan. Des Consolidated B-24 Liberator de la RAAF effectuent également des raids en 1943 sur les champs de pétrole dans le sud de Balikpapan. Avec la reprise de Morotai en septembre 1944, les bombardiers alliés peuvent atteindre le nord de Bornéo. Le 16 septembre, des Consolidated PBY Catalina commencent à harceler les navires dans les mers au nord-est de Bornéo. Avec l'invasion des Philippines, des bases aériennes sont établies plus près de Bornéo. Les Alliés commencent à attaquer les aérodromes de Bornéo à partir d'octobre 1944,. La base navale de la baie de Brunei est frappée à partir de fin novembre par des B-24 Liberator depuis Morotai. Ces raids sur des cibles militaires et industrielles s'intensifient encore en novembre et décembre. Avec la reprise de Palawan, au large de la pointe nord-est de Bornéo en mars 1945, les Alliés disposent de bases à moins de 100 milles du nord de Bornéo et opèrent des raids quasi-continus jusqu'à l'invasion en juin 1945.
Le 10 juin 1945, la 9e division australienne débarque à Brunei et à Labuan, en prélude à une campagne de reconquête de Bornéo. La guerre à Bornéo prend fin avec la reddition officielle de la 37e armée japonaise par le lieutenant-général japonais Masao Baba à Labuan le 10 septembre 1945.